# 纳氏达䗛
纳氏达䗛（学名：Dajaca napolovi），一种分布于越南及中华人民共和国华南地区的昆虫，是柄翅䗛科达䗛属的一种。
2002年中国研究人员在海南尖峰岭发现一个新种钩尾南华䗛（Nanhuaphasma hamicerum），在2022年被修订为本种的次定同物异名。然而在2023年“钩尾南华䗛”仍然被收录入《有重要生态、科学、社会价值的陆生野生动物名录》。